# Alice Coppleman
Alice Coppleman (19 de agosto de 1993) es una deportista australiana que compitió en judo. Ganó dos medallas de plata en el Campeonato de Oceanía de Judo en los años 2010 y 2011.

## Palmarés internacional
| Campeonato de Oceanía | Campeonato de Oceanía | Campeonato de Oceanía | Campeonato de Oceanía |
| Año                   | Lugar                 | Medalla               | Categoría             |
| --------------------- | --------------------- | --------------------- | --------------------- |
| 2010                  | Canberra (Australia)  | Medalla de plata      | –48 kg                |
| 2011                  | Papeete (Francia)     | Medalla de plata      | –48 kg                |